# پل مگدالن
پل مگدالن پلی در انگلستان است که بر روی رودخانه چرول ساخته شده است. این پل از روی نهر منشعب رودخانه چرول، درست در شرق شهر آکسفورد انگلستان و در کنار کالج مگدالن می‌گذرد و نام و تلفظ آن از همین‌جا گرفته شده است. این پل، خیابان اصلی (های استریت) را در غرب به پلاین (The Plain) که اکنون یک میدان است، در شرق متصل می‌کند.